# Saurosuchus
Saurosuchus („ještěří krokodýl“) byl rod archosaurního plaza patřícího do řádu Rauisuchia a kladu Pseudosuchia. Byl jedním z posledních velkých suchozemských plazů v době před evolučním vzepětím dinosaurů.

## Popis

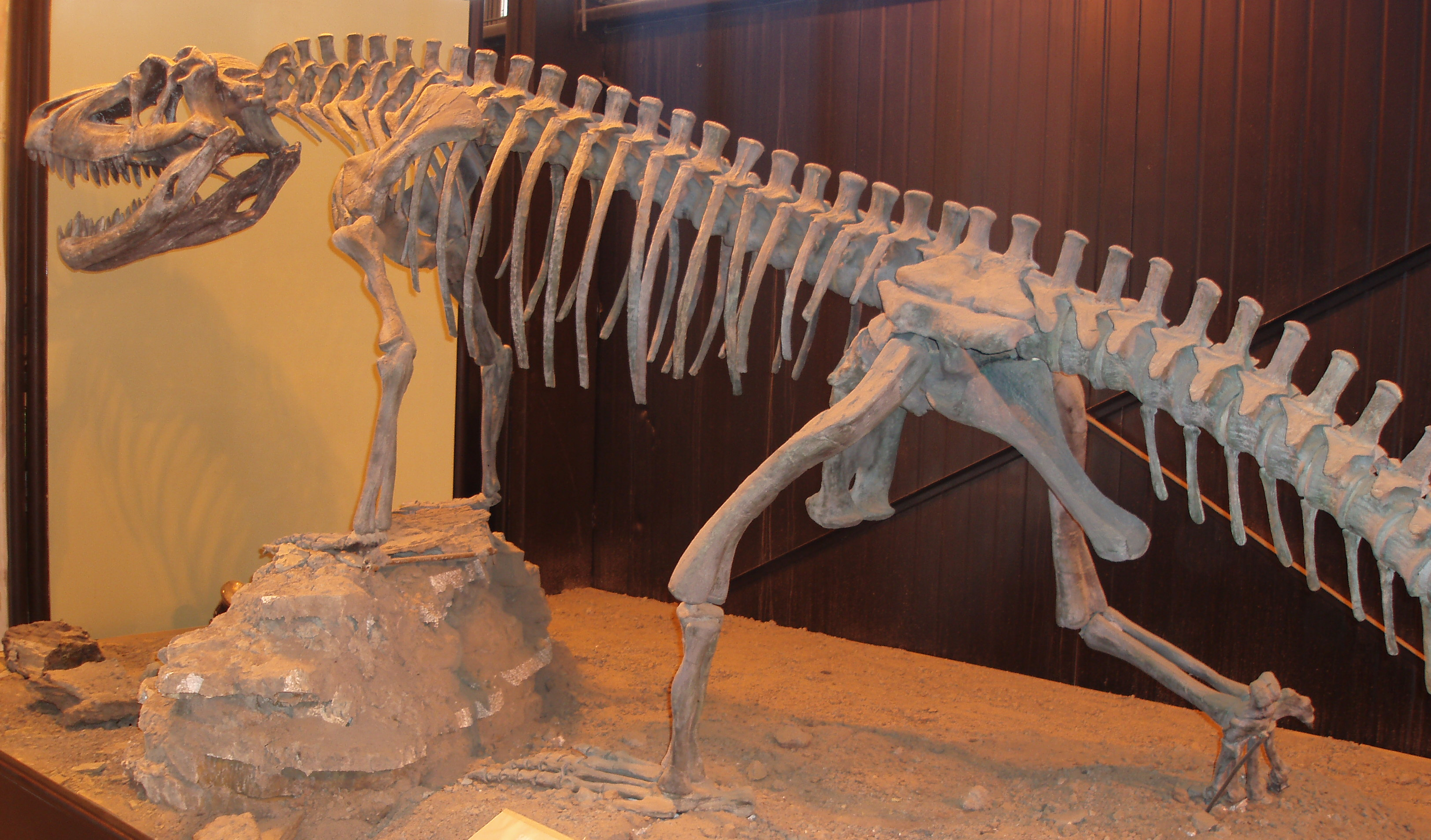
Kostra druhu Saurosuchus galilei.

S délkou kolem 7 metrů se jednalo zřejmě o největšího člena této skupiny (možná s výjimkou málo známého rodu Fasolasuchus) a patřil mezi největší suchozemské predátory své doby. Stejně jako ostatní zástupci skupiny kráčel i Saurosuchus po čtyřech vzpřímených končetinách, dokázal se však vztyčit krátce i na zadní.
Šlo zřejmě o dravce útočícího na kořist ze zálohy. Mezi jeho úlovky mohli být i první známí dinosauři, jako byl ve stejné době žijící Herrerasaurus nebo Eoraptor.
Tito velcí draví plazi žili v období pozdního triasu na území současné Argentiny.
Výzkum neuroanatomie tohoto velkého plazího predátora dokládá, že měl pravděpodobně velmi dobrý čich, srovnatelný například s některými psovitými šelmami nebo tyranosauridními teropody.